# Frankenstein (mini-série de NBC, 1973)
Ne doit pas être confondu avec Frankenstein (mini-série de ABC, 1973).
Pour les articles homonymes, voir Frankenstein.
Pour plus de détails, voir Fiche technique et Distribution.
Frankenstein, également connu sous le titre Frankenstein : la véritable histoire (Frankenstein: The True Story), est une mini-série britannico-americaine réalisée par Jack Smight, diffusée pour la première fois les 28 novembre 1973 et 30 novembre 1973 sur NBC aux États-Unis. En France, elle a été diffusée les 20 novembre 1976 et 27 novembre 1976 sur FR3 en version doublée sous le titre simplifié Frankenstein,.
Librement adaptée du roman de Mary Shelley, Frankenstein ou le Prométhée moderne (1818), cette mini-série se distingue par son approche originale, notamment par l’introduction du personnage bien réel du Dr Polidori, médecin et ami de Lord Byron (Mary Shelley les côtoiera tous deux en Suisse au moment de la rédaction de son roman), et par la représentation de la créature, initialement belle, mais qui se dégrade progressivement. Écrite par le romancier Christopher Isherwood et son partenaire Don Bachardy, elle met en vedette Leonard Whiting dans le rôle de Victor Frankenstein, James Mason dans celui du Dr Polidori, et Michael Sarrazin dans celui de la Créature.

## Synopsis
Après la mort tragique de son frère William dans un accident, le jeune médecin Victor Frankenstein, bouleversé, renie sa foi et se lance dans l’étude de la résurrection. À Londres, il rencontre le Dr Henry Clerval, qui a découvert un procédé pour ramener la matière morte à la vie. Ensemble, ils ambitionnent de créer une nouvelle race d’êtres parfaits à partir de corps recomposés. Cependant, Clerval succombe à une crise cardiaque avant l’achèvement de l’expérience, et Victor décide d’utiliser son cerveau pour donner vie à leur création.
La créature, d’abord d’une beauté saisissante, est introduite dans la haute société par Victor. Mais un défaut dans le procédé de réanimation entraîne une dégénérescence rapide de sa chair, le rendant de plus en plus monstrueux. Désespérée par son apparence, la créature tente de se suicider en se jetant dans la mer, mais survit et échoue sur une plage. Là, elle rencontre Lacey, un paysan aveugle, qui l’accueille chaleureusement. Cependant, la famille de Lacey, terrifiée par son apparence, provoque un drame : Felix, le mari d’Agatha, attaque la créature, qui le tue accidentellement. Agatha, fuyant, est mortellement renversée par une calèche.
La créature ramène le corps d’Agatha au laboratoire, où le Dr Polidori, ancien mentor de Clerval, a pris la relève. Polidori, qui revendique la découverte du procédé de réanimation, force Victor à l’aider à créer une nouvelle créature féminine, nommée Prima, à partir de la tête d’Agatha. Alors que Victor, désormais marié à Elizabeth Fanshawe, tente de tourner la page, Polidori manipule Prima pour en faire une courtisane influente. La créature originelle, défigurée par un incendie orchestré par Polidori, réapparaît lors d’un bal, provoquant la panique. Le drame culmine dans une confrontation tragique à bord d’un navire en route vers les États-Unis, où la créature, habitée par l’esprit de Clerval, cherche à se venger de Polidori. L’histoire s’achève dans l’Arctique, où Victor et la créature affrontent leur destin sous une avalanche déclenchée par leurs cris.

## Fiche technique
- Titre français : Frankenstein ou Frankenstein : la véritable histoire
- Titre original : Frankenstein: The True Story
- Réalisation : Jack Smight
- Scénario : Christopher Isherwood et Don Bachardy, d’après le roman Frankenstein ou le Prométhée moderne de Mary Shelley
- Musique : Gil Mellé
- Photographie : Arthur Ibbetson
- Montage : Richard Marden
- Maquillage : Roy Ashton
- Production : Ian Lewis, Hunt Stromberg Jr.
- Société de production : Universal Television
- Pays d’origine :  Royaume-Uni /  États-Unis
- Langue originale : Anglais
- Genre : Épouvante, science-fiction
- Durée : 185 minutes
- Dates de première diffusion :
  - États-Unis : 28 novembre 1973 et 30 novembre 1973 (NBC)
  - France : 20 novembre 1976 et 27 novembre 1976 (FR3)
- Classification : Interdit aux moins de 12 ans

## Distribution
- James Mason (VF : André Valmy) : Dr John Polidori
- Leonard Whiting (VF : Bernard Murat) : Dr Victor Frankenstein
- David McCallum (VF : Philippe Ogouz) : Dr Henry Clerval
- Jane Seymour (VF : Sylvie Feit) : Agatha / Prima
- Nicola Pagett (VF : Jocelyne Darche) : Elizabeth Fanshawe
- Michael Sarrazin (VF : Philippe Ogouz) : La Créature
- Michael Wilding (VF : Louis Arbessier) : Sir Richard Fanshawe
- Clarissa Kaye (VF : Jacqueline Porel) : Lady Fanshawe
- Agnes Moorehead (VF : Marie Francey) : Mme Blair
- Margaret Leighton (VF : Sylvie Deniau) : Françoise DuVal
- Ralph Richardson : M. Lacey
- John Gielgud (VF : Jean-Henri Chambois) : Chef de la police
- Tom Baker (VF : Jacques Deschamps) : Capitaine du navire
- Julian Barnes : Un jeune homme
- Arnold Diamond (VF : Jean Berger) : Passager dans la calèche
- Yootha Joyce (VF : Ginette Frank) : Matrone de l’hôpital
- Peter Sallis (VF : Robert Le Béal) : Prêtre
- Dallas Adams (VF : Marc François) : Felix

## Production
La mini-série a été produite par Universal Television pour une diffusion en deux parties de 90 minutes sur NBC. Le personnage du Dr Polidori, absent du roman original de Mary Shelley, s’inspire du Dr Pretorius du film L'Épouse de Frankenstein (1935) de Universal, mais porte le nom de John Polidori, un contemporain de Shelley, auteur de The Vampyre (1819). Cette référence ajoute une dimension méta-littéraire à l’œuvre, renforcée par un prologue prévu dans le scénario, où Mary Shelley raconte son histoire à Percy Shelley, Lord Byron et Polidori. Ce prologue, bien que filmé, a été coupé au montage, jugé trop lent par les responsables de la chaîne.
L’un des aspects les plus marquants de la production est la conception de la créature, initialement belle, mais se dégradant progressivement, une idée novatrice par rapport aux adaptations classiques. Le maquillage, réalisé par Roy Ashton, célèbre pour son travail chez Hammer Film Productions, accentue cette transformation dramatique. Une introduction, tournée à St John’s Wood à Londres, montre James Mason devant une fausse tombe de Mary Shelley, une erreur historique (Shelley est enterrée à Dorset) conservée pour le contexte dramatique.
Un épilogue prévu, où la main de la créature émerge de la glace sous les rayons du soleil, a été abandonné pour préserver la tonalité tragique de la fin. La production est détaillée dans la revue Little Shoppe of Horrors #38 (2017) et dans le livre de Sam Irvin, The Epic Saga Behind Frankenstein: The True Story (2023).

## Novélisation
Le scénario de Christopher Isherwood et Don Bachardy a été publié sous forme de roman d’accompagnement en 1973. Ce roman inclut le prologue et l’épilogue non retenus dans la version finale du film, offrant une perspective supplémentaire sur l’œuvre.

## Réception
Diffusée en deux parties aux États-Unis, la mini-série a été bien accueillie pour son approche originale et son casting prestigieux, réunissant des acteurs tels que James Mason, John Gielgud et Ralph Richardson. En France, sa diffusion sur FR3 en 1976 a marqué les esprits, notamment grâce à la qualité de son doublage et à son atmosphère gothique. La sortie en DVD en 2006 a permis de redécouvrir cette adaptation, souvent considérée comme l’une des plus fidèles à l’esprit du roman de Shelley, malgré ses libertés narratives.